# Liebenswiller
Liebenswiller è un comune francese di 198 abitanti situato nel dipartimento dell'Alto Reno nella regione del Grand Est.
È uno dei comuni della valle di Leimental.

## Società

### Evoluzione demografica
Abitanti censiti